# Order Guadalupe
Order Guadalupe (hisz. Orden de Guadalupe) – meksykański order, trzykrotnie ustanawiany i znoszony w latach 1822–1823, 1853–1855 i 1863–1867. W pierwszych dwóch okresach było to najwyższe odznaczenie państwowe. Ustanowiony został na cześć Matki Boskiej z Guadalupe.
W Polsce jest obecnie znany pod nazwą Order Najświętszej Marii Panny z Guadalupe. Dawniej, podczas dwudziestolecia międzywojennego używano nazwy Order Najświętszej Marii Panny Gwadelupskiej, a na przełomie XIX i XX wieku – Order Guadalupy.
Trzy słowa napisane naokoło owalnego medalionu z portretem patronki umieszczonego w środku odznaki i gwiazdy orderowej – „Religión Independencia Union” (z hisz. Religia Niepodległość Jedność) – były dewizą orderu.

## Historia

### Okres 1. „Order Cesarski Guadalupe” (1822-1823)

Cesarz August z insygniami orderu

Ustanowiony 20 lutego 1822 pod nazwą Orden Imperial de Guadalupe przez cesarza Augustyna I Iturbide, władcę I Cesarstwa Meksyku, służył do nagradzania tych, których odwaga, talenty i cnoty obywatelskie przyczyniły się do uzyskania niepodległości i których działalność przyczyniła się do zwiększenia chwały i blasku Meksyku.
Dzielił się na trzy klasy:
- I klasa – Krzyż Wielki (Gran Cruz), limitowany do 50 osób odznaczonych, odznaka mocowana za pomocą zawieszki w kształcie orła na koronie do wielkiej wstęgi i gwiazda orderowa na lewej piersi,
- II klasa – Kawaler Numerariusz (Caballero de Numero), z liczbą odznaczonych ograniczoną do 100, odznaka na takiej samej zawieszce, wieszana na wstędze na szyi,
- III klasa – Kawaler Supernumerariusz (Caballero Supernumerario), nadliczbowi odznaczeni według uznania wielkiego mistrza, nosili odznakę orderu przymocowaną do zawieszki bez korony, zawieszonej na wstążce przypinanej do lewej piersi[10].

Order mógł otrzymać jedynie wierny wyznania rzymskokatolickiego. Wielkim Mistrzem był aktualnie panujący władca, któremu przysługiwał łańcuch orderowy. Po abdykacji cesarza 19 marca 1823 i powstaniu republiki nadawanie orderu zostało zawieszone.

### Okres 2. „Order Meksykański Guadalupe” (1853-1855)

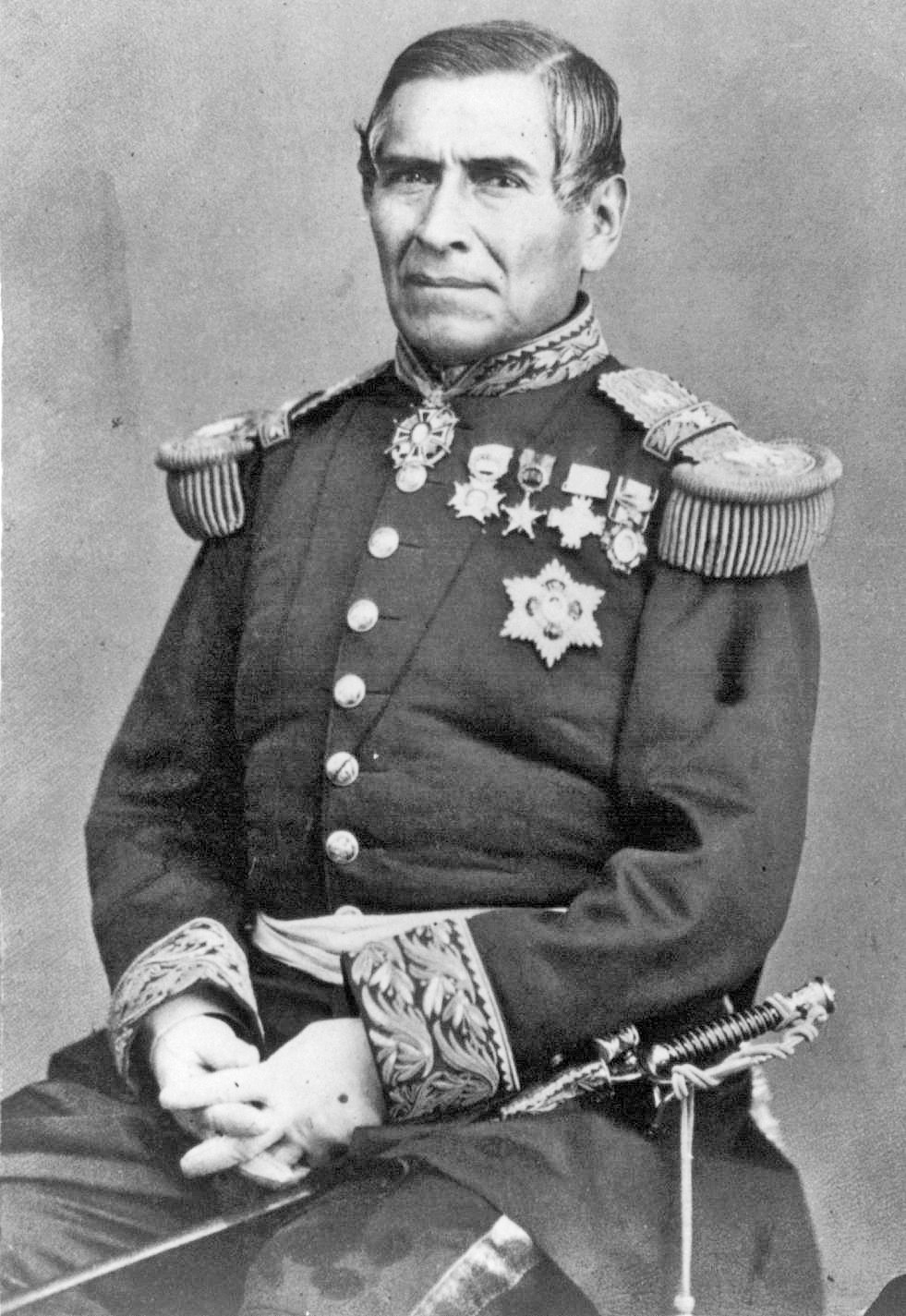
Generał Juan Almonte z komandorią orderu pod szyją

Prezydent Meksyku gen. Antonio López de Santa Anna przywrócił go 11 listopada 1853 pod zmienioną nazwą Orden Mexicana de Guadalupe. Miał stanowić wyróżnienie dla znamienitych obywateli poświęcających się dla dobra narodu. Otrzymał nowy wygląd i statuty wzorowane na hiszpańskich statutach Orderu Karola III, zmieniły się też nazwy dwóch niższych klas:
- I klasa – Krzyż Wielki (Gran Cruz), limitowany do 24 Meksykanów, odznaka na wielkiej wstędze i gwiazda orderowa,
- II klasa – Komandor (Komandor), ograniczony do 100 krajowców, odznaka na wstędze na szyi,
- III klasa – Kawaler (Caballero), nieograniczona liczba odznaczanych według uznania wielkiego mistrza, którzy nosili odznakę orderu przymocowaną na wstążce przypinanej do lewej piersi.

Limity odznaczonych nie dotyczyły obcokrajowców. Wielkim Mistrzem był aktualnie urzędujący prezydent, któremu przysługiwał łańcuch orderowy. Po obaleniu gen. Santa Anny w rewolucji ayutlańskiej pod przywództwem Juana Álvareza, order został zniesiony 12 października 1855 roku.

### Okres 3. „Order Guadalupe” (1863-1867)

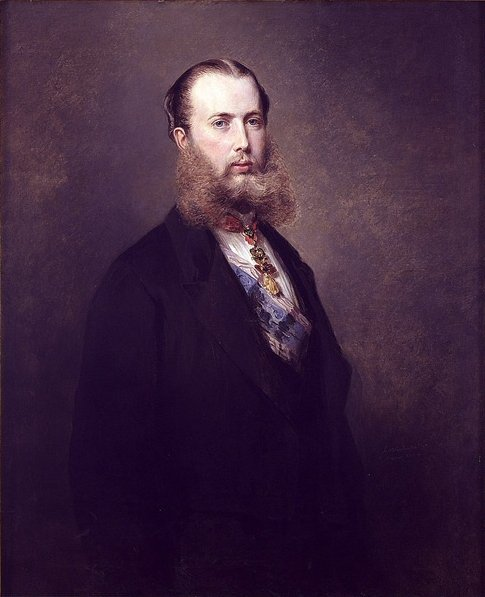
Cesarz Maksymilian w wielkiej wstędze orderu

Interwencja francuska i ustanowienie II Cesarstwa Meksyku wprowadziły na tron cesarski Maksymiliana I Habsburga. Jeszcze przed przybyciem władcy, cesarski rząd dekretem z 30 czerwca 1863 wznowił nadawanie orderu pod nową nazwą Orden de Guadalupe. Miał być jednak przyznawany jedynie generałom i dowódcom oddziałów w wyprawie francuskiej. W tym roku odznaczono nim jedynie dwóch cudzoziemskich dygnitarzy – ambasadora Francji w Meksyku oraz dowódcę francuskiego korpusu ekspedycyjnego. Po objęciu władzy cesarz zatwierdził order dekretem z 10 kwietnia 1865. Utrzymano w nim wygląd insygniów z czasów republikańskich, ale ustanowiono nowe statuty i podział na pięć klas:
- I klasa – Krzyż Wielki (Gran Cruz), z limitem 30 nadań, odznaka na wielkiej wstędze i gwiazda orderowa noszona na lewej piersi,
- II klasa – Wielki Oficer (Gran Oficial), maksymalnie 100 odznaczonych, odznaka na wstędze na szyi i gwiazda,
- III klasa – Komandor (Komandor), ograniczony do 200 osób, odznaka na wstędze na szyi,
- IV klasa – Oficer (Oficial), limitowany do 500 odznaczonych, odznaka na wstążce z rozetką, wieszana na lewej piersi,
- V klasa – Kawaler (Caballero), z nieograniczoną liczbą odznaczonych, odznaka na wstążce bez rozetki, wieszana na lewej piersi.

Limity odznaczonych nie dotyczyły cudzoziemców. Wielkim Mistrzem był aktualnie panujący władca, któremu przysługiwał łańcuch orderowy. Obalenie oraz egzekucja cesarza 19 czerwca 1867 i powstanie II Republiki Meksyku zniosło ostatecznie to odznaczenie w tym samym roku.

## Insygnia
| Insygnia Orderu Guadalupe w 1. okresie |              |
|                                        |              |
| Łańcuch wielkiego mistrza              | Krzyż Wielki |
|                                        |              |
| Gwiazda I klasy                        | Numerariusz  |
|                                        |              |
| Supernumerariusz                       |              |

| Insygnia Orderu Guadalupe w 2. i 3. okresie |              |
|                                             |              |
| Łańcuch Wielkiego Mistrza                   | Krzyż Wielki |
|                                             |              |
| Gwiazda I i II klasy                        | Komandor     |
|                                             |              |
| Oficer                                      | Kawaler      |

## Odznaczeni
Wielcy Mistrzowie, kawalerowie Wielkiego Krzyża
- 1822 – Augustyn I Iturbide, pierwszy cesarz
- 1853 – Antonio López de Santa Anna, dziewiąty prezydent
- 1865 – Maksymilian I Habsburg, drugi cesarz

Wielkie Krzyże w latach 1853-1855
Meksykanie:

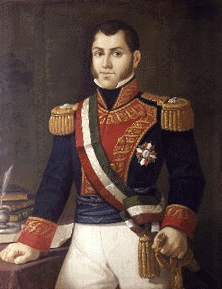
Prezydent Guadalupe Victoria z insygniami Krzyża Wielkiego z 1. okresu

- 1853 – Augustyn Iturbide, pośmiertnie, pierwszy cesarz
- 1853 – Juan O'Donojú, pośmiertnie, ostatni wicekról Nowej Hiszpanii
- 1853 – Vicente Guerrero, pośmiertnie, drugi prezydent
- 1853 – Guadalupe Victoria, pośmiertnie, pierwszy prezydent
- 1853 – Nicolas Bravo, generał dywizji, wiceprezydent
- 1853 – Lazaro de la Garza y Ballesteros, arcybiskup Meksyku, Wielki Kanclerz Orderu
- 1853 – Clemente de Jezus Munguía, biskup Michoacán, Prokurator Orderu
- 1853 – Agustin Jerónimo de Iturbide, syn pierwszego cesarza
- 1853 – José M. Cervantes, generał, Strażnik Orderu
- 1853 – Miguel Cervantes, generał, członek Rady Państwa
- 1853 – Francisco Conejares, opat Kolegiaty w Guadalupe
- 1853 – Teodosio Lares, prezydent Trybunału Najwyższego Sprawiedliwości

Obcokrajowcy:
- 1854 – Napoleon III Bonaparte, cesarz Francji
- 1854 – Izabela II Burbon, królowa Hiszpanii
- 1854 – Wiktoria Hanowerska, królowa Imperium Brytyjskiego
- 1854 – Jayme Antonelli, sekretarz watykański, kardynał
- 1854 – Juan José de Aycinena y Piñol, biskup, b. premier Gwatemali
- 1855 – Henri de Brouckère, premier Belgii
- 1855 – Claudio Antón de Luzuriaga, minister spraw zagranicznych Hiszpanii
- 1855 – Otto von Manteuffel, premier Prus

Wielkie Krzyże w latach 1863-1867
Meksykanie:

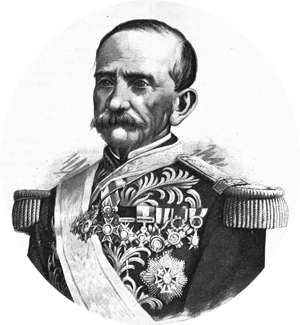
16. prezydent Meksyku José Mariano Salas z gwiazdą orderu na lewej piersi

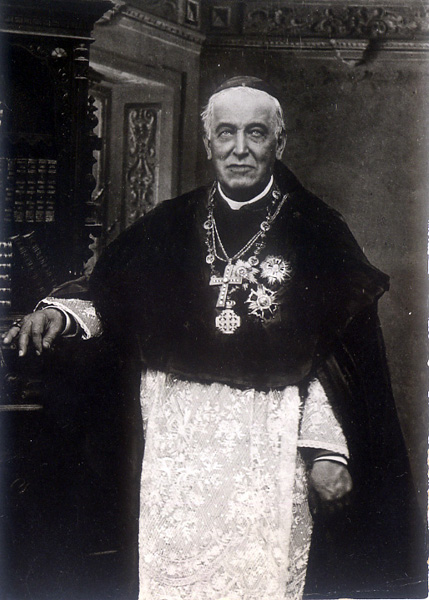
Arcybiskup Pelagio Antonio de Labastida y Dávalos udekorowany pektorałem (krzyż na podwójnym łańcuszku), łańcuchem Naszyjnika Orderu Grobu Świętego, oraz gwiazdami Orderu Guadalupe (najbliżej lewego barku), Orderu Izabeli Katolickiej (poniżej) i Orderu Grobu Bożego (pod łańcuchem)

- 1864 – Juan Almonte, generał dywizji, marszałek dworu
- 1864 – José Mariano Salas, generał dywizji, Członek Rady Orderu
- 1864 – José María Gutiérrez de Estrada, dyplomata
- 1864 – Tomás Mejía, generał dywizji
- 1864 – Leonardo Márquez, generał dywizji
- 1865 – Pelagio de Labastida, arcybiskup Meksyku
- 1865 – Carlos María Colina, biskup Puebla
- 1865 – Ignacio Aguilar y Marocho, ambasador w Hiszpanii
- 1865 – Jose Fernando Ramirez, minister stanu
- 1865 – Jose Salazar Ilarregui, gubernator Jukatanu
- 1865 – José López Uraga, członek Rady Państwa

Obcokrajowcy w latach:
- 1863 – Elie Frédéric Forey, marszałek Francji
- 1863 – Alphonse Dubois de Saligny, francuski ambasador
- 1864 – François Achille Bazaine, marszałek Francji
- 1864 – Napoleon Eugeniusz Bonaparte, francuski książę, syn cesarza
- 1864 – Édouard Drouyn de Lhuys, francuski minister spraw zagranicznych
- 1864 – Achille Fould, francuski minister spraw wewnętrznych
- 1864 – Jean-Baptiste Philibert Vaillant, francuski minister domu cesarskiego i sztuki
- 1864 – Prosper de Chasseloup-Laubat, francuski minister marynarki i kolonii
- 1864 – Jacques Louis Randon, francuski minister wojny
- 1864 – Eugène Rouher, francuski minister stanu
- 1864 – Raymond-Théodore Troplong, francuski prezydent Sądu Kasacyjnego
- 1864 – Aleksander Colonna-Walewski, francuski prezydent korpusu legislacyjnego
- 1864 – Gustave Rouland, francuski prezydent rady państwa
- 1864 – Napoléon Maret, francuski książę Bassano, Wielki Szambelan
- 1864 – Marie Jean Pierre Hubert de Cambacérès, francuski Wielki Mistrz Ceremonii
- 1864 – Félix Baciocchi, francuski szambelan cesarza
- 1864 – Charles Tascher de La Pagerie, francuski szambelan cesarzowej
- 1864 – Edmond Jurien de La Gravière, francuski wiceadmirał, adiutant cesarza
- 1864 – Émile Félix Fleury, francuski generał dywizji
- 1864 – Georges-Eugène Haussmann, francuski baron, prefekt Sekwany
- 1864 – Édouard Thouvenel, francuski senator, dyplomata
- 1864 – Pierre Cintrat, francuski ambasador
- 1864 – Baron d'André, francuski ambasador
- 1864 – Gaston de Banneville, francuski ambasador
- 1864 – Frédéric de Billing, francuski ambasador
- 1864 – Johann Bernard von Rechberg, austriacki premier
- 1864 – Charles Auguste Frossard, francuski generał dywizji, adiutant cesarza
- 1864 – Gustave Lannes de Montebello, francuski markiz, generał dywizji, adiutant cesarza
- 1864 – Joseph Jules de Cadoine de Gabriac, francuski ambasador
- 1864 – Richard Metternich-Winneburg, austriacki ambasador w Paryżu
- 1864 – Ludwig von Benedek, austriacki generał artylerii
- 1864 – Ferenc Zichy, węgierski hrabia, austriacki dyplomata
- 1864 – Aleksander Gorczakow, rosyjski książę, minister spraw zagranicznych
- 1864 – Ludvig Manderström, szwedzki minister spraw zagranicznych
- 1864 – Nils Erik Wilhelm af Wetterstedt, szwedzki ambasador w Meksyku
- 1864 – Christian Albrecht Bluhme, duński premier
- 1864 – Ludvig Manderström, szwedzki minister spraw zagranicznych
- 1864 – Charles Le Bègue de Germiny, francuski senator, b. gubernator Banku Francji
- 1865 – Giuseppe Valerga, patriarcha Jerozolimy
- 1865 – Teodoros Dilijanis, grecki minister spraw zagranicznych
- 1865 – Wilhelm Sponneck, duński hrabia, doradca króla Grecji Jerzego I
- 1865 – Kamehameha V, król Hawajów
- 1865 – Félix Charles Douay, francuski generał dywizji
- 1865 – Franz von Hauslab, austriacki generał artylerii
- 1865 – Ludwig Folliot de Crenneville, austriacki generał, gubernator Transylwanii
- 1865 – Charles de Montholon-Sémonville, francuski ambasador w Meksyku
- 1865 – António José de Ávila, portugalski minister spraw zagranicznych
- 1865 – Francisco José de Paiva, portugalski ambasador w Paryżu
- 1865 – Miguel Chevalier, francuski senator
- 1865 – Jean-Baptiste Dumas, francuski senator
- 1865 – Urbain Le Verrier, francuski senator
- 1865 – Léonce Élie de Beaumont, francuski b. senator
- 1865 – Jean-Auguste-Dominique Ingres, francuski b. senator
- 1865 – Charles de Lorencez, francuski generał dywizji
- 1865 – José de Narváez Porcel, hiszpański książę Walencji, dowódca sił lądowych
- 1865 – Antonio de Benavides y Fernández de Navarrete hiszpański b. minister spraw zagranicznych
- 1865 – Luis González Bravo, hiszpański b. minister spraw wewnętrznych
- 1865 – Luis Carondelet Castaños, hiszpański książę Bailén, majordom królestwa
- 1865 – Miguel de Bañuelos, hiszpański ambasador
- 1865 – Alejandro Mon y Menéndez, hiszpański b. premier
- 1865 – Gioacchino Rossini, włoski kompozytor
- 1865 – Theodore van der Straten Ponthoz, belgijski Wielki Marszałek Dworu
- 1865 – Jules Van Praet, belgijski minister domu królewskiego
- 1865 – Edward Conway, belgijski intendent listy cywilnej
- 1865 – Pierre Emmanuel Félix Chazal, belgijski generał porucznik, minister wojny
- 1865 – Alphonse O'Sullivan de Grass, belgijski ambasador w Wiedniu
- 1865 – Charles Rogier, belgijski minister spraw zagranicznych